# الظاهرية الفوقا
الظاهرية الفوقا، قرية فلسطينية مزالة، كانت تقع على بعد 2-3 كم من مدينة صفد إلى الغرب. تبلغ مساحة أراضيها 16304 دونماً، يسيطر عليها اليهود. وتحيط بها أراضي كل من عكبرة وخربة حقاب وصفد وجب يوسف وزحلق وروش بينا والظاهرية التحتا وفي العهد العثماني كانت الظاهرية قرية عامرة، وربما انتقل سكانها إلى الظاهرية التحتا. لا توجد حالياً أي أثر لمباني من القرية، وقد ضمّ الاحتلال أراضيها مع أراضي الظاهرية التحتا لبلدية مدينة صفد.

## التسمية
يرجح أن القرية أخذت اسمها من الظاهر بيبرس الذي حرّر صفد من الصليبيين، أو من الظاهر عمر الزيداني.

## الموقع
تعتبر الظاهرية الفوقا المدخل الغربي لمدينة صفد. يحيط بها من الشمال عين الزيتون، ومن الشمال الشرقي قرية بيريا، ومن الغرب قرية السموعي وقرية ميرون، ومن الجنوب الظاهرية التحتا وعكبرة، ومن الشرق صفد.